# Psittaculirostris desmarestii
Psittaculirostris desmarestii е вид птица от семейство Папагалови (Psittaculidae).

## Разпространение
Видът е разпространен в Индонезия.